# EBay
eBay Inc. (NASDAQ: EBAY) è un sito di vendita e aste online fondato il 3 settembre 1995 da Pierre Omidyar. In Italia è arrivato nel 2001 e l'anno successivo è avvenuta la fusione con PayPal.
È una piattaforma web (marketplace), di fatto molto simile ad un sito di e-commerce, che offre ai propri utenti la possibilità di vendere e comprare oggetti sia nuovi, sia usati, in qualsiasi momento, da qualunque postazione Internet e con diverse modalità, incluse le vendite a prezzo fisso e a prezzo dinamico, comunemente definite come «aste online». Tutte le operazioni sono elaborate dalla piattaforma PayPal.
È una Società leader di settore con fatturati in costante crescita. La vendita consiste principalmente nell'offerta di un bene o un servizio da parte di venditori professionali e non; gli acquirenti fanno offerte per aggiudicarsi la merce.

## Origini e storia
Il sito di aste online più conosciuto al mondo è stato fondato a San Jose (California) il 3 settembre 1995 dal programmatore Pierre Omidyar come parte di un suo sito personale.
Il primo oggetto venduto è stato un puntatore laser rotto per 14,83 US$. Stupito dalla vendita riuscita, contattò immediatamente via posta elettronica l'acquirente chiedendogli se avesse ben compreso la natura dell'oggetto: l'acquirente rispose che collezionava puntatori laser rotti.
Chris Agarpao è stato il primo dipendente della compagnia e Jeffrey Skoll il primo presidente nel 1996.
Nel novembre 1996 ha stretto un accordo con la Electronic Travel Auction per utilizzare la tecnologia SmartMarket al fine di vendere biglietti aerei, ferroviari e altri titoli di viaggio.
La compagnia ha mutato il nome da AuctionWeb a eBay nel settembre 1997.
Pierre Omidyar voleva registrare il dominio Echo Bay ma, essendo già stato acquistato da una miniera d'oro, decise per la seconda scelta, eBay.com. URL consultato il 9 dicembre 2019 (archiviato dall'url originale il 16 novembre 2019).
Il sito venne posto online nel 1998 e trasformò Omidyar e Skoll in miliardari; in seguito hanno acquistato il sistema di pagamento elettronico PayPal il 14 ottobre 2002 e nel 2005 il sistema di comunicazione VoIP Skype (di proprietà di Microsoft dal 2011). Nel settembre del 2007, l'ufficio stampa di eBay Italia comunicò di aver tagliato il traguardo dei cinque milioni di utenti registrati.
eBay annunciò il 23 febbraio 2001 di avere deciso l'acquisizione di iBazar S.A. (www.iBazar.com), società francese pioniere in Europa del trading online e largamente pubblicizzata nelle televisioni Italiane, attraverso il meccanismo della vendita all'asta.
A partire da marzo 1998, il Presidente e CEO di eBay Inc. è Meg Whitman, che ha permesso all'azienda di diventare il primo mercato online del mondo e il sito principale dedicato al commercio elettronico. Grazie all'esperienza maturata da Meg nella creazione di marchi e nelle tecnologie di consumo, eBay ha raggiunto la posizione attuale di azienda leader in grado di dare nuove forme allo sviluppo del commercio elettronico. È stata annunciata per il 31 marzo 2008 la sostituzione della Whitman con John Donahoe, in precedenza incaricato del commercio principale delle aste.
Durante i primi giorni di febbraio 2009 molti venditori italiani hanno ricevuto una e-mail di eBay in cui veniva notificata la comunicazione alla Guardia di Finanza dei loro dati personali, per esplicita richiesta da parte delle Fiamme Gialle stesse. Secondo quanto scritto nell'e-mail, questo provvedimento interessa tutti i venditori a cui eBay ha fatturato un minimo di 1.000 euro annui per gli anni che vanno dal 2003 al 2007, e in cui in tali anni hanno venduto almeno 5 oggetti. Questo avvenimento rappresenta un'importante pietra miliare nella storia di eBay in quanto il primo controllo ad ampio raggio effettuato dalla Guardia di Finanza sui venditori operanti sul sito.
Nel 2004 è stata conclusa l'acquisizione di mobile.de e nel 2010 è stata lanciata la declinazione italiana automobile.it, piattaforma di piccoli annunci dedicata al settore automotive.
Nell'ottobre del 2011 eBay ha presentato X.Commerce, una piattaforma aperta di incontro tra venditori e sviluppatori di soluzioni per l'e-commerce, per consentire ai commercianti on line di accedere a nuove tecnologie per i loro siti di e-commerce: la piattaforma comprende come primi partner PayPal e Magento.
Il 30 settembre 2014, eBay ha annunciato che avrebbe scorporato PayPal in una società quotata in borsa separata, una richiesta avanzata nove mesi prima dal magnate attivista degli hedge fund Carl Icahn. Lo spinoff è stato completato il 18 luglio 2015. L'allora amministratore delegato di eBay, John Donahoe, si è dimesso da quel ruolo.
Il 26 giugno 2021, eBay ha completato la cessione con scambio di azioni di eBay Classifieds Group, operatore dei portali di piccoli annunci del gruppo, compresi mobile.de e Kijiji, alla società norvegese Adevinta, per 9,2 miliardi di dollari USA. A seguito della cessione, in Italia, il sito Kijiji è stato definitivamente chiuso il 31 maggio 2022 ed è stato assorbito da Subito, mentre è ancora attivo il sito Automobile.it operante nel settore automotive

Logo in uso dal settembre 1995 all'ottobre 2012
Logo in uso da ottobre 2012

## Descrizione
Per l'acquisto o vendita è obbligatoria l'iscrizione gratuita al sito. Per poter iniziare a vendere è sempre obbligatoria la registrazione di un conto PayPal, senza il quale è preclusa ogni attività di vendita. È anche imposto, senza discrezionalità alcuna dell’utente, che la chiusura del conto PayPal implichi la preclusione di ogni attività di vendita e la chiusura del negozio eBay del venditore professionale. Ciò ha sollevato non pochi problemi inerenti all’abuso di dipendenza economica operato da PayPal ai danni delle imprese venditrici presenti sul portale eBay. Dopo aver acceso un conto PayPal, qualunque acquirente può essere anche venditore a seguito di una verifica con l'inserimento di un codice che eBay manda presso l'abitazione dello stesso oppure con il controllo dei dati di una carta di credito o di una carta prepagata, purché il conto PayPal resti attivo. Gli accordi in essere tra PayPal ed eBay, i quali danno vita a una situazione di monopolio, saranno validi almeno sino al 2020.
Il 1º febbraio 2018 eBay ha annunciato di voler rendere PayPal non più strumento obbligatorio di pagamento a far data dal terzo trimestre del 2018. Il processo potrebbe tuttavia essere perfezionabile solo negli Stati Uniti e non in Europa ove PayPal resterebbe metodo di pagamento obbligatorio anche dopo il 2018, e precisamente sino al 2020, così come prevedono gli accordi ad oggi vigenti. Le ragioni di questa scelta sono molteplici: da un lato evitare l’abuso di concentrazione economica duramente sanzionabile dalle norme antitrust; dall’altro il voler, da parte della società eBay, prendere le distanze dall’istituto di credito PayPal, accusato negli Stati Uniti di malversazione ai danni di enti benefici (gli enti truffati sarebbero centinaia) nonché di applicare il cosiddetto metodo Ponzi. Stanti le accuse distrettuali, PayPal ha trattenuto, senza versarli agli enti di beneficenza, centinaia di milioni di dollari ed euro di donazioni degli utenti. Inoltre ha indebitamente trattenuto i fondi dei propri correntisti. Capi di imputazione questi dai quali eBay vorrebbe mantenersi estranea; le pene previste in tali casi ammontano infatti a svariate decine di anni di detenzione oltre che a sanzioni volte a scongiurarare il ripetersi di certi eventi. Il giorno 1º febbraio 2018, a seguito dell’annuncio di eBay di non voler rendere più PayPal strumento obbligatorio di pagamento sul portale di vendite, il titolo PayPal ha subito un tracollo borsistico di oltre il 10% in poche ore.
Per quanto riguarda le tariffe applicate da eBay, queste sono interamente a carico dei venditori, sia per pubblicare un qualsiasi tipo di inserzione sia come commissioni sul valore finale dell'oggetto venduto. Gli ultimi rincari del 2017, che distinguono tra privati e venditori professionali, hanno portato aumenti delle commissioni di vendita sino al 12% di quanto venduto incluse spese di spedizione.

### eBay nel mondo
Dalla nascita del sito ufficiale sono state aperte diverse filiali in tutto il globo.
| Paese/Nazione       | Siti web                                                                      | Lingua              | Data di lancio   |
| ------------------- | ----------------------------------------------------------------------------- | ------------------- | ---------------- |
| Australia           | https://www.ebay.com.au/                                                      | Inglese             | 1999 ottobre     |
| Austria             | https://www.ebay.at/                                                          | Tedesco             | 2000 18 dicembre |
| Belgio              | https://web.archive.org/web/20071210004907/http://www.ebay.be/                | Fiammingo, Francese | ?                |
| Canada              | https://www.ebay.ca/                                                          | Inglese, Francese   | 2000 aprile      |
| Cina                | https://web.archive.org/web/20070711053119/http://www.ebay.com.cn/            | Cinese              | ?                |
| Corea del Sud       | http://www.auction.co.kr/default.html                                         | Coreano             | 2001 15 febbraio |
| Emirati Arabi Uniti | http://www.ebay.ae/                                                           | Inglese             | ?                |
| Filippine           | https://www.ebay.ph/                                                          | Inglese             | 2004 16 novembre |
| Francia             | https://www.ebay.fr/                                                          | Francese            | 2000 5 ottobre   |
| Germania            | https://www.ebay.de/                                                          | Tedesco             | 1999 giugno      |
| Hong Kong           | https://www.ebay.com.hk/                                                      | Cinese, Inglese     | 2003 21 dicembre |
| India               | https://www.ebay.in/                                                          | Inglese             | ?                |
| Irlanda             | https://www.ebay.ie/                                                          | Inglese             | 2001 29 marzo    |
| Israele             | http://www.ebay.co.il/                                                        | Inglese             | ?                |
| Italia              | https://www.ebay.it/                                                          | Italiano            | 2001 15 gennaio  |
| Malaysia            | https://www.ebay.com.my/                                                      | Inglese             | 2004 1º dicembre |
| Paesi Bassi         | https://www.ebay.nl/                                                          | Olandese            | ?                |
| Nuova Zelanda       | https://www.trademe.co.nz/                                                    | Inglese             | 2001 29 marzo    |
| Polonia             | https://www.ebay.pl/                                                          | Polacco             | 2005 22 aprile   |
| Singapore           | https://www.ebay.com.sg/                                                      | Inglese             | 2001 24 ottobre  |
| Spagna              | https://www.ebay.es/                                                          | Spagnolo            | 2002 8 gennaio   |
| Sudafrica           | http://www.ebay.co.za/                                                        | Inglese             | ?                |
| Svezia              | https://web.archive.org/web/20071127032613/http://www.tradera.com/            | Svedese             | ?                |
| Svizzera            | https://www.ebay.ch/                                                          | Tedesco             | 2001 29 marzo    |
| Turchia             | https://web.archive.org/web/20190502045433/https://www.gittigidiyor.com/      | Turco               | ?                |
| Regno Unito         | https://www.ebay.co.uk/                                                       | Inglese             | 1999 ottobre     |
| Taiwan              | http://twexport.ebay.com/ Archiviato il 16 dicembre 2008 in Internet Archive. | Cinese              | ?                |
| Stati Uniti         | https://web.archive.org/web/20191116211700/https://www.ebay.com/              | Inglese             | 1995 3 settembre |
| Vietnam             | http://www.ebay.vn/                                                           | Vietnamita          | 2007 27 giugno   |
| Grecia              | https://web.archive.org/web/20130520092329/http://www.ebay.gr/                | Greco               | ?                |
| Russia              | https://web.archive.org/web/20120522052619/http://www.ebay.ru/                | Russo               | ?                |

Di seguito vengono elencate in breve le caratteristiche di eBay che lo distinguono da altri siti simili concorrenti: per approfondire potete consultare l' Aiuto di eBay Italia..

## Funzionamento

### Acquirente
Per essere acquirenti basta registrarsi sul sito, fornendo alcuni dati essenziali, tra cui: il numero telefonico (obbligatorio anche se non vi sarebbe necessità) e l'indirizzo dell'abitazione per il ricevimento della merce; disporre di un conto PayPal attivo; a questo punto si può subito cominciare a fare acquisti.

#### Regole per gli acquirenti
L'acquirente ha l'obbligo di pagare entro tempi ragionevoli e/o di dare eventuali comunicazioni su eventuali problemi per il saldo della transazione: in caso di insolvenza sarà a discrezione del venditore (eventualmente dopo l'apertura di una controversia) se concludere la transazione senza conseguenze o stimolare l'acquirente ad adempiere il suo compito.
L'utente che acquista gode però anche di diritti chiari e precisi: ricevere la merce entro i tempi stabiliti (da una settimana a massimo un mese), la merce deve corrispondere alla descrizione e all'eventuale foto dell'inserzione ed essere integra.
Se questi diritti vengono violati l'utente, sempre dopo l'apertura di una controversia (su eBay è il metodo di contestazione ufficiale per disguidi), può esser risarcito e ricevere assistenza, tranne nel caso di pagamenti non autorizzati come l'invio di denaro in busta o con altri metodi non sicuri e/o non accettati dal sito.
L'acquirente viene valutato a sua volta dal venditore con il sistema dei feedback: deve quindi comportarsi in maniera consona e diligente esattamente come dovrebbe fare la controparte.

### Venditore
Un venditore può decidere di vendere oggetti propri usati o di aprire un negozio virtuale online su eBay: in ogni caso deve fare la richiesta d'ammissione come venditore non professionale o professionale e deve sempre obbligatoriamente disporre di un conto PayPal attivo.
- Venditore non professionale: scelto da molti utenti privati per la vendita di oggetti propri usati o nuovi (o quasi), comporta il pagamento delle inserzioni e delle commissioni sulle vendite. Rispetto all'acquirente è autorizzato a creare le proprie inserzioni.
- Venditore professionale: adatto a commercianti e venditori muniti di Partita IVA, permette (a pagamento) l'apertura di un negozio eBay dove esporre in vetrina la merce e altri strumenti specifici; esistono sconti e agevolazioni su inserzioni e commissioni sulle vendite.

Una volta scelto il tipo di profilo eBay comunica (via posta o telefono) nel giro di una settimana un codice segreto che verifica il recapito del futuro venditore. Questa verifica può essere fatta anche inserendo i dati di una carta di credito intestata al venditore. Superata questa formalità, si può cominciare a vendere i propri oggetti sul sito.

#### Regole venditori
Professionali o no i venditori devono sempre creare inserzioni corrette (niente spese extra), veritiere (quello che viene descritto deve corrispondere a ciò che viene spedito) e legali (non si possono, ad esempio, vendere armi o animali vivi).
La responsabilità degli oggetti venduti, ai sensi di legge, è totalmente del venditore; inoltre eBay ha avviato una stretta collaborazione con la Guardia di Finanza e vari marchi della moda e del design, per proteggere la proprietà intellettuale ed evitare violazioni di copyright.
In caso di acquirente scorretto o insolvente il venditore (che non ha spedito l'oggetto) se apre una controversia può farsi rimborsare il costo dell'inserzione e delle commissioni per la mancata vendita; alcuni venditori vietano a utenti con un numero di feedback negativo (cioè inferiore a 0) l'acquisto o la partecipazione alle loro aste, al fine di tutelarsi.

#### PowerSeller
I venditori eccellenti possono diventare PowerSeller: colonne portanti del sito, sono di solito venditori professionali con elevati volumi di vendite, di transazioni concluse e di feedback positivi (pari almeno al 98%). Il rispetto dei valori condivisi e della filosofia del sito li rendono fiori all'occhiello che spiccano per determinati risultati raggiunti, garantendo un livello di qualità nelle transazioni e una sicurezza che venditori occasionali o inesperti non possono offrire.
Sono distinti in 5 livelli, in base al volume di vendite annuali e al numero di oggetti venduti.
- Bronzo 1.000 euro 100
- Argento 	3.000 euro 300
- Oro 	10.000 euro 1.000
- Platino 	25.000 euro 2.500
- Titanio 	150.000 euro 15.000

### Formati di vendita
Il fatto che eBay nasca come sito di aste online non vieta altri formati di vendita, più consoni e adatti ai vari tipi di oggetti.
- Asta online: il prezzo viene stabilito dalle varie offerte, ha una durata variabile (massimo 10 giorni) il venditore fissa quello di partenza (al limite ne può decidere uno di riserva, al di sotto del quale non vendere l'oggetto)
- Compralo Subito: prezzo fisso, acquisto immediato
- Nuovo e Subito: (il 2 marzo 2009 questo metodo è stato eliminato) prezzo fisso, acquisto immediato ma viene garantito che l'oggetto non è usato e spedizione con corriere espresso
- Proposta d'acquisto: l'acquirente propone un prezzo per l'oggetto (di solito viene abbinato al Compralo subito)
- Contatto diretto: compare il prezzo fissato dal venditore con relativi dati personali; riservato per oggetti molto costosi (auto, barche, moto, quadri)

### Metodi di pagamento
Su eBay sono vigenti due regole fondamentali a condizione comunque che si disponga di un conto PayPal attivo:
- ricezione della merce solo dopo il pagamento (ecco spiegata l'importanza dei feedback e delle varie reputazioni venditore/compratore); alcuni accettano il contro assegno ma sono una minoranza.
- le spese di spedizione (salvo diversa indicazione e/o promozioni del venditore) sono sempre a carico dell'acquirente.

Sono concessi, sempre a condizione che si disponga di un conto PayPal attivo (ma l'accettazione varia da venditore a venditore):
- il circuito di pagamenti elettronici PayPal (di recente la società ha concesso il trasferimento di fondi dal conto PayPal alle carte prepagate): immediato, gratuito (per chi paga), sicuro
- Vaglia postale
- Bonifico bancario
- Assegno
- Carta di credito

Vaglia postale e bonifico bancario hanno tempi di ricezione di qualche giorno, possono avere costi per il pagatore, sono sicuri ma non sono molto utilizzati a causa dell'onerosità (per i vaglia e per i bonifici bancari che possono non essere gratuiti nella totalità dei casi) e della lentezza del servizio.
I metodi vietati (non ammessi e sanzionabili) sono invece:
- ricarica a qualunque carta prepagata (PostePay, QuickWeb, ecc.)
- ricariche telefoniche

Le ragioni per le quali questi metodi di pagamento sono vietati sono da ricondurre alla tutela di entrambe le parti negozianti; contemporaneamente, si promuove il metodo di pagamento PayPal contribuendo a mantenere una posizione di dominanza di questo sul mercato delle transazioni finanziarie on-line.
È necessario ricordare che un utente iscritto a eBay può sempre mettere in vendita i propri articoli purché disponga di un account PayPal attivo.
In caso di mancato ricevimento del pagamento e/o della merce si può aprire una controversia. Se il pagamento è stato eseguito con PayPal, gli acquirenti possono usufruire del "Programma di protezione acquirenti PayPal" che rimborsa il compratore in caso di oggetto non ricevuto o non conforme alla descrizione. Anche ciò ha sollevato non pochi dubbi circa il rapporto intercorrente tra eBay e PayPal il quale dà vita a un abuso di concentrazione economica commerciale tra i due colossi del web.

### Feedback
Il feedback è un meccanismo di scambio di valutazioni sotto forma di giudizi sintetici soggettivi sulla transazione che avviene tra compratore e venditore.
Ne esistono di 3 tipi:
- Positivo = transazione conclusa con successo, ognuno ha fatto il suo dovere, un punto positivo
- Neutro = non ha alcun impatto sul punteggio di feedback
- Negativo = mancato ricevimento della merce, merce contraffatta e/o non corrispondente alla descrizione, un punto negativo

I due punteggi attribuiti in base al tipo di feedback ricevuto determinano una percentuale (ad esempio se sono tutti positivi al 100%) che, a colpo d'occhio, permette subito di capire l'affidabilità del venditore.
A partire dal 20 maggio 2008, i venditori possono attibuire agli acquirenti solo feedback positivi (o non attribuirne) in modo che gli acquirenti si sentano liberi di valutare con giudizi oggettivi l'esperienza d'acquisto senza temere feedback negativi di ritorsione da parte del venditore.
D'altro canto verranno rimossi tutti i feedback negativi o neutri attribuiti da utenti, acquirenti o venditori, sospesi o che non hanno risposto alle controversie.
Al raggiungimento di un determinato numero di feedback negativi eBay può decidere la sospensione, il blocco o la chiusura definitiva dell'account del venditore.
Il punteggio di feedback può venire falsificato da utenti che dispongono di più account o si accordano con altri, e simulano delle finte vendite di oggetti (a sé stessi o a terzi) per scambiarsi e aumentare rapidamente il proprio punteggio di feedback. L'unica verifica sui dati di iscrizione, che sarebbe a garanzia dell'univocità dell'account (una persona=un account), consiste nel calcolo del codice fiscale, facilmente falsificabile con i programmi disponibili in rete.
Tutti i feedback sono composti da uno spazio per un commento sintetico (che può più o meno essere adoperato) a cui possono aggiungersi dei punteggi graduati su cinque livelli da uno minimo che può essere considerato negativo, a cui segue un altro meno "grave", uno considerabile "neutro" sino a uno massimo che può rappresentare l'ottima positività anticipata da un "gradino" appena inferiore, le cosiddette "valutazioni dettagliate" o "stelle" (da non confondersi con quelle che identificano il numero di feedback positivi univoci ottenuti da un singolo account e presenti con forme e colori differenti accanto al nickname o "nome dell'account" del cliente eBay acquirente o venditore.
Le valutazioni dettagliate sono facoltative all'interno del feedback composto e interessano quattro argomenti: la conformità ovvero corrispondenza tra le fotografie e la descrizione dell'articolo in vendita con quello effettivamente ricevuto tramite acquisto per corrispondenza, la comunicazione intercorsa tra acquirente e venditore, la corrispondenza tra tempo dichiarato per la consegna e quello effettivamente avvenuto, il costo della spedizione.
Dette valutazioni dettagliate vanno a formare poi un punteggio percentuale computato su base cinque dove 5/5 è il massimo e 1/5 è il minimo teorico e sono discrezionali e soggettive a cura dell'acquirente e quindi potrebbero risultare anche non aderenti al vero.
Il risultato percentuale del singolo venditore viene poi confrontato con un dato statistico medio risultante dalla valutazione di tutti i venditori del sito www.ebay.it (calcolato dalla società eBay lussemburghese che unica detiene tali dati) ammontanti a numerose migliaia e in base a tale raffronto il venditore può essere penalizzato sino al blocco delle vendite.
Dal 20 agosto 2014 la società eBay Europe sarl, responsabile del sito italiano www.ebay.it, ha introdotto nel regolamento contrattuale una complessa articolazione di premialità e penalità per la clientela eBay venditori denominata sinteticamente "regola dei difetti".
Il "difetto" per i venditori eBay è computato come penalità per diversi motivi tra i quali: feedback negativo o neutro e valutazioni dettagliate negative o neutre.
Essendo le valutazioni dettagliate presenti come opzione su tutti e tre i tipi di feedback negativo, neutro e positivo, esse possono "trasformare" in un "difetto" ovvero penalità per il venditore, anche un feedback positivo che di per sé risulterebbe essere invece premiale.
Potendo questi feedback essere composti con un "semplice click" dall'acquirente anche per più venditori da cui hanno fatto acquisto a distanza di tempo, è possibile che si verifichino errori che vanno poi a ricadere sul venditore.
Attualmente per tali errori la società eBay Europe sarl non ha previsto un mezzo tecnico di correzione semplice e riparatore del danno arrecato più o meno direttamente all'attività di vendita, limitando anzi fortemente essa stessa le correzioni degli errori anche se dichiarati tali dallo stesso suo autore acquirente compilatore.

#### Stelline
Il colore della stella accanto al numero dei feedback è ricavato in base al punteggio di feedback ricevuti e al numero delle transazioni compiute su eBay.
È una specie d'onorificenza (come viene utilizzata anche da alcuni ristoranti) che rende merito del lavoro svolto sul sito, distinguendo in maniera chiara i vari utenti, dai nuovi iscritti agli esperti arrivando fino ai Powerseller professionali.
- stella gialla: punteggio di feedback compreso tra 10 e 49
- stella blu: tra 50 e 99
- stella turchese: tra 100 e 499
- stella viola: tra 500 e 999
- stella rossa: tra 1.000 e 4.999
- stella verde: tra 5.000 e 9.999
- stella cadente gialla: tra 10.000 e 24.999
- stella cadente turchese: tra 25.000 e 49.999
- stella cadente viola: tra 50.000 e 99.999
- stella cadente rossa: tra 100.000 e 499.999
- stella cadente verde: tra 500.000 e 999.999
- stella cadente argentata: punteggio di feedback pari o superiore a 1.000.000

## Tutele e garanzie
eBay tende a chiudere in automatico le inserzioni che vìolano i princìpi del sito (poca chiarezza, metodi di pagamento vietati e via dicendo); tuttavia, se nel post-vendita dovessero insorgere problemi, esiste lo strumento della controversia che permette di fare leva sulla controparte con un'istituzione ufficiale dalla propria parte.
eBay è oggetto di critiche perché avrebbe una struttura di assistenza dell’utenza molto carente se proporzionata al giro di affari da gestire, e quindi un servizio al cliente, in particolare una gestione dei reclami e contenziosi, carenti. Le controversie sono gestite in gran parte per mezzo di e-mail e la mediazione di un membro dello staff di eBay non garantisce di disporre di un assistente dalle adeguate competenze. Ciò penalizza in particolar modo le imprese operanti sul portale le quali necessiterebbero di una maggiore professionalità nell'assistenza.
Sebbene eBay e PayPal dispongano di sedi nazionali operative (la sede lussemburghese è infatti meramente lì allocata ai fini fiscali ma non è operativa) una delle obiezioni più ricorrenti è una mancanza di uffici e sedi nazionali che ricevano il pubblico. Una linea telefonica italiana e un centralino non possono infatti essere ritenuti idonei a garantire la tutela di utenti e imprese operanti sul portale specialmente considerando il giro di affari miliardario delle società eBay e PayPal. Anche ciò è oggetto di rilevanti critiche su diversi piani, sia nazionali sia europei sia mondiali.
Altre critiche vengono poi frequentemente mosse al regolamento contrattuale che regola appunto i rapporti tra clientela e il sito italiano ebay.it, soggetto a frequenti modifiche unilaterali con testi talvolta poco chiari e intriso di clausole vessatorie. Contratti, oltre che iniqui, non sono esaustivi di tutte le possibili situazioni e il cui contenuto viene poi a sua volta interpretato da funzionari che diramano direttive periodiche agli addetti dislocati in varie parti d'Europa tra cui Tirana.
Le decisioni di penalità decise dai funzionari della società eBay Europe sarl tendono talvolta a "infondere l'idea di inappellabilità" che, in considerazione dei tanti "micro-venditori" i quali si sostengono unicamente anche con i modesti ricavi ottenuti attraverso il sito, possono trasmettere l’idea di "disparitario autoritarismo contrattuale" caratterizzato da una ripetuta vessatorietà delle clausole predisposte dalla sede italiana per i propri utenti nonché dalle sedi estere per gli utenti dei propri paesi.
L'uso di PayPal, non comunicando i dati della carta ma solo un indirizzo email, è ritenuto non del tutto sicuro sebbene obbligatorio per poter operare su eBay; anche ciò ha comportato non poche critiche nei riguardi del duopolio rappresentato dal sodalizio PayPal-eBay.

## Controversie
La controversia, su eBay, è lo strumento per gestire i conflitti che si possono creare tra un acquirente e un venditore nel corso di una compravendita.
Le controversie che possono essere aperte sul sito sono tre: la controversia per oggetto non pagato (che può essere aperta dal venditore), la controversia per oggetto non ricevuto e la controversia per oggetto non conforme alla descrizione (che possono essere aperte dall'acquirente).

### La controversia per oggetto non pagato
La controversia per oggetto non pagato può essere aperta da un venditore, nei confronti di un acquirente insolvente, non prima di 4 e non oltre 45 giorni dalla conclusione dell'asta o dall'acquisto con la funzione "Compralo Subito".
Tale controversia viene resa necessaria al cliente eBay venditore perché a questi viene addebitato da parte della società mediatrice della compra-vendita eBay Europe sarl (per il sito italiano www.ebay.it) l'importo pari a una percentuale sulla vendita (dovuto alla società eBay stessa solitamente intorno al 10% tranne per alcuni generi tecnologici con minori margini di utile) ancor prima dell'effettivo pagamento da parte dell'acquirente.
In pratica con due semplici "click", qualsiasi acquirente eBay può determinare l'addebito di tariffe percentuali e la chiusura di un'inserzione di vendita (salvo che per questa non sia prevista una speciale formula di pagamento immediato possibile solo attraverso l'utilizzo del pagamento PayPal della società controllata dallo stesso gruppo eBay).
Qualora poi a tale "prenotazione d'acquisto" non segua il perfezionamento dell'acquisto stesso con il regolare pagamento dell'articolo, il venditore si trova costretto ad avviare la procedura di oggetto non pagato per ottenere il rimborso delle percentuali già applicate dalla società mediatrice.
Durante la controversia, il venditore e l'acquirente possono eventualmente comunicare cercando di risolvere i problemi che hanno portato l'acquirente a non pagare l'oggetto aggiudicato.
La controversia può essere chiusa dal venditore, in qualunque momento dopo la prima risposta dell'acquirente o, in mancanza di comunicazioni dall'acquirente, dopo un minimo di 8 giorni dalla sua apertura. Esistono tuttavia automatismi applicabili a richiesta del venditore come impostazione generale.
La controversia per oggetto non pagato non può restare aperta più di 36 giorni dalla data di aggiudicazione dell'oggetto da parte dell'acquirente. Se il venditore non provvede a chiudere la controversia, questa sarà chiusa in automatico da eBay senza che venga preso alcun provvedimento nei confronti dell'acquirente.
Al termine della comunicazione, il venditore può chiudere la controversia scegliendo una delle seguenti opzioni:
- L'acquirente ha pagato l'oggetto
- Abbiamo deciso di comune accordo di non concludere la transazione
- Non voglio più attendere l'acquirente né comunicare con lui

Se il venditore dichiara che l'acquirente ha pagato l'oggetto, nessun provvedimento verrà preso nei confronti del compratore e la compravendita procederà normalmente, con la spedizione dell'oggetto da parte del venditore.
Se, invece, viene scelta l'opzione per la rinuncia a concludere la transazione, eBay chiederà conferma all'acquirente e, in caso di risposta affermativa, la compravendita verrà chiusa senza provvedimenti nei suoi confronti e con il riaccredito al venditore delle commissioni sul valore finale che il sito gli aveva addebitato.
Infine, se il venditore decide di non attendere l'acquirente e di non comunicare più con lui, l'acquirente viene ammonito (tre ammonimenti comportano l'espulsione dal sito) e il venditore ottiene il riaccredito delle commissioni sul valore finale. Inoltre, se l'acquirente non ha risposto alla controversia, perde il diritto al conferimento del feedback, che non sarà conteggiato nel punteggio del venditore.
L'esito negativo di un mancato pagamento comporta penalità graduate crescenti per l'acquirente insolvente salvo casi di comprovata motivazione.
Una delle più diffuse critiche a questo sistema è quella che l'addebito di percentuali sulla sola "prenotazione d'acquisto" (senza effettivo avvenuto pagamento dell'acquirente) da parte della società eBay mediatrice della compra vendita sia ipotizzabile come vessatorio per il venditore che si trova poi costretto ad avviare una "controversia per oggetto non pagato" (la quale può direttamente determinare una penalizzazione dell'acquirente), mettendo a repentaglio i rapporti tra clientela eBay venditori e acquirenti.
La quasi totalità di siti di compra-vendita multi-venditori (denominati "market place") concorrenti non prevede né la chiusura immediata di un articolo prenotato e non pagato, né tanto meno addebiti di percentuali per incassi non effettivamente avvenuti.

### Controversia per oggetto non ricevuto
Per un pagamento effettuato con un metodo diverso da PayPal, si può aprire una controversia nello Spazio soluzioni di eBay dopo 10 giorni ed entro 45 giorni dalla data di acquisto.
Il venditore ha 10 giorni per rispondere, passati i quali l'acquirente potrà segnalarlo all'assistenza clienti del sito come venditore inadempiente.
Conclusa la fase di comunicazione tra acquirente e venditore, oppure dopo almeno dieci giorni senza risposte da parte del venditore, l'acquirente può chiudere la controversia scegliendo tra due opzioni:
- I problemi sono stati risolti
- I problemi non sono stati risolti.

Se l'acquirente dichiara che i problemi sono stati risolti, la controversia viene chiusa senza che vengano presi provvedimenti nei confronti del venditore.
Altrimenti, se il compratore afferma che i problemi non sono stati risolti, il venditore verrà segnalato allo staff del sito, che potrebbe prendere provvedimenti disciplinari nei suoi confronti.
Dal 20 febbraio 2008, il programma di protezione degli acquirenti di eBay non è più attivo. Di conseguenza eBay non rimborsa più gli acquirenti, che saranno protetti solo dal programma antifrode di PayPal.

### Controversia per oggetto non conforme alla descrizione
La controversia per oggetto non conforme alla descrizione viene aperta dall'acquirente che riceve un oggetto che non corrisponde a quanto dichiarato dal venditore nell'inserzione di vendita. Sono stati segnalati casi di controversie chiuse unilateralmente da eBay senza motivazione chiara: questo è possibile sia successo in seguito alla creazione di società fittizie di vendita di materiale rubato e detenuto illegalmente.
Questa controversia è soggetta alle stesse regole e alla stessa tempistica della controversia per oggetto non ricevuto.

## eBay nell'arte
Alcuni esempi di canzoni famose ispirate a eBay sono eBay di "Weird Al" Yankovic (parodia di I Want It That Way dei Backstreet Boys), e On eBay dei Chumbawamba.
Ho venduto l'anima su E-bay è un libro di Hemant Mehta.
In un episodio de I Simpson viene fatto riferimento ad eBay su un telegiornale: "La Germania ha venduto la Grecia su eBay".